# Olivier Panis

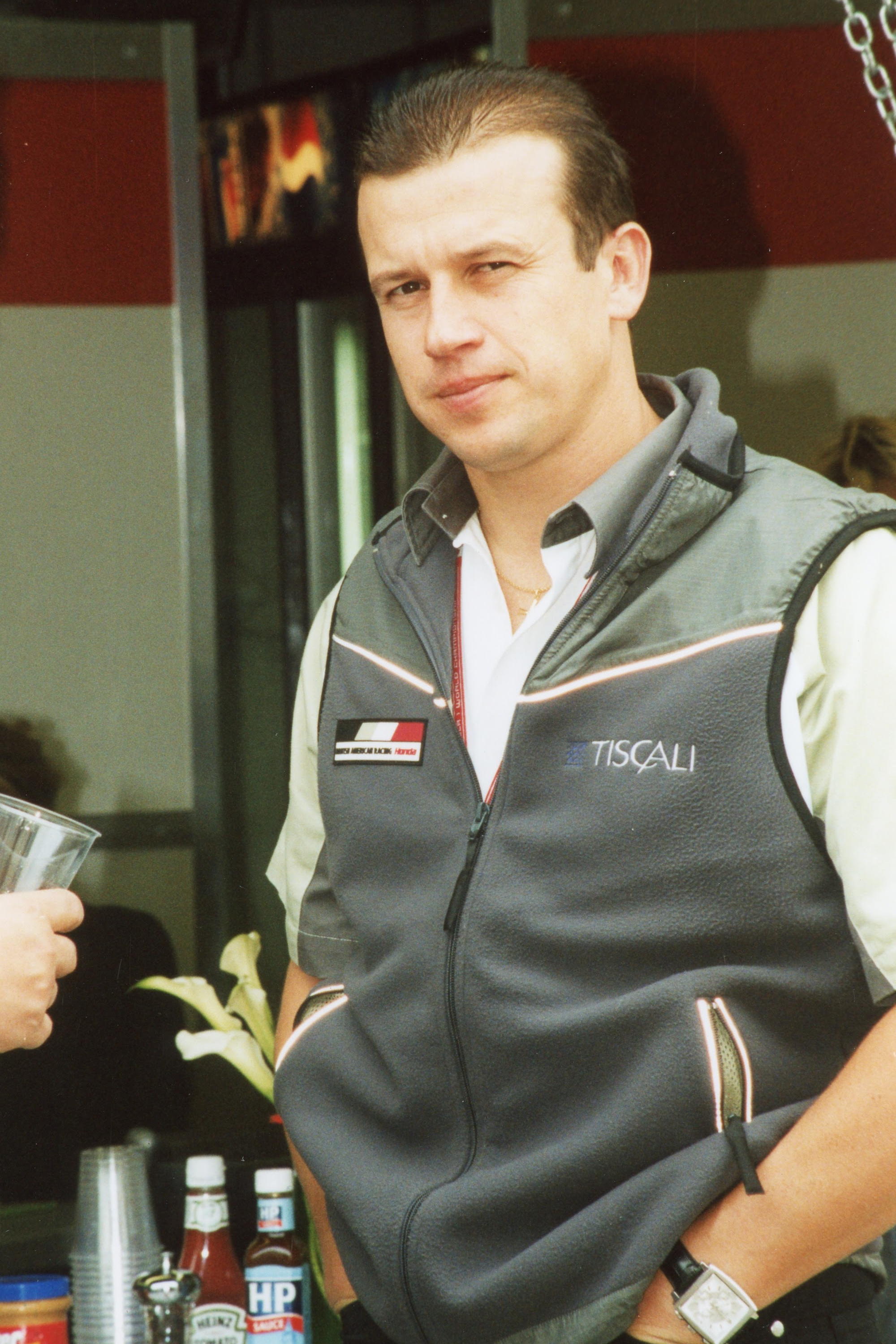
Olivier Panis in 2002

Olivier Panis (Lyon, 2 september 1966) is een Frans ex-Formule 1-coureur.
Zoals veel van zijn collega's begon Panis zijn carrière met het karten. Na een aantal jaren in de junioren reed hij in de Formule 3, en won een kampioenschap in 1991. In 1993 won hij het Formule 3000 kampioenschap.
In 1994 werd de toen 27-jarige Panis aangenomen als rijder voor het Ligier team. Tot ieders verbazing won hij dat jaar een tweede plaats in Hockenheim, en werd elfde in het klassement. Het jaar erop werd hij achtste in het algemeen klassement.
De grootste verrassing uit zijn carrière kwam echter tijdens de Monaco Grand Prix in 1996 toen hij tijdens erg slecht weer een overwinning behaalde. Hij bestuurde een van de drie wagens die tot het einde meededen eindstreep haalden. De winst was de eerste voor het Ligier team in vijftien jaar en de eerste Franse overwinning sinds Jean Alesi in 1995. Het was tot 2020 de laatste Franse overwinning, toen Pierre Gasly de Grand Prix van Italië wist te winnen. Het was echter het enige hoogtepunt van het seizoen, hij kwam de rest van het seizoen niet verder dan een vijfde plaats.
Toen Alain Prost in 1997 Ligier overnam, had Panis een goed seizoen voor de boeg. Na zes races stond hij derde in het klassement na een tweede en derde plaats in respectievelijk Spanje en Brazilië. Nadat hij echter in Canada zijn been brak stond hij acht races buiten spel, en reed daarna in de laatste drie races van het seizoen. Het lukte hem uiteindelijk nog een respectabele (rekening houdend met het feit dat hij de helft van het seizoen had gemist) negende plaats te behalen.
In 1998 bleef hij puntloos, deels door een onbetrouwbare wagen. Na het seizoen in 1999 waarin hij slecht 2 punten haalde, beëindigde hij zijn relatie met Prost.
In 2001 was er een mogelijkheid dat hij voor Williams zou gaan rijden, maar koos ervoor testrijder te worden voor McLaren. Uiteindelijk belandde hij bij BAR-Honda in 2001. Hij werd in de twee jaar dat hij voor hen reed beide jaren 14de in het klassement.
In 2003 ging hij naar Toyota, hij reed voor hen en hielp nieuweling Cristiano da Matta. Opnieuw werd hij veertiende.
Hij bleef in 2004 bij Toyota, en kondigde in oktober 2004 zijn afscheid van Formule 1 aan. Hij was op dat moment met 37 jaar de oudste actieve Formule 1 coureur. Nadien was hij nog actief als testrijder voor Toyota om in december 2006 de Formule 1 definitief de rug toe te keren.
Panis startte in totaal in 157 van de 158 Grands Prix waarvoor hij stond ingeschreven.